# Познань-Головний
По́знань-Головни́й (пол. Poznań Główny, Poznań Główny Osobowy) — вузлова пасажирська залізнична станція у Познані Великопольського воєводства Польщі. Найбільший залізничний вузол, який обслуговує п'ять напрямків, другий за значимістю у Польщі, після Варшави. Відноситься за класифікацією до «категорії А», тобто щорічно обслуговує понад 2 мільйони пасажирів.

## Історія
Залізничну станцію відкрито 1848 року, коли місто Познань (нім. Posen) перебувало у складі Королівства Пруссія. Перший залізничний вокзал був побудований у 1874—1879 роках. Вузловою станцією стала 1879 року і відразу отримала п'ять напрямків. Станція проходила реконструкцію у 1929 році.
Під час Другої світової війни був зруйнований у 1944 та 1945 роках в результаті бомбардувань. Відновлений у 1946—1949 роках. Впродовж 1961—1976 років тривала реконструкції, після якої набув сучасного вигляду. Ліворуч розташований новий вокзал, який був побудований у 2012 року до Чемпіонату Європи з футболу 2012. Величезна конструкція включає не тільки залізничний вокзал, а й автовокзал та торговельний центр «Avenida». Після відкриття нового вокзалу, старий вокзал припинив функціонувати.

## Станційні будівлі

### Новобудова

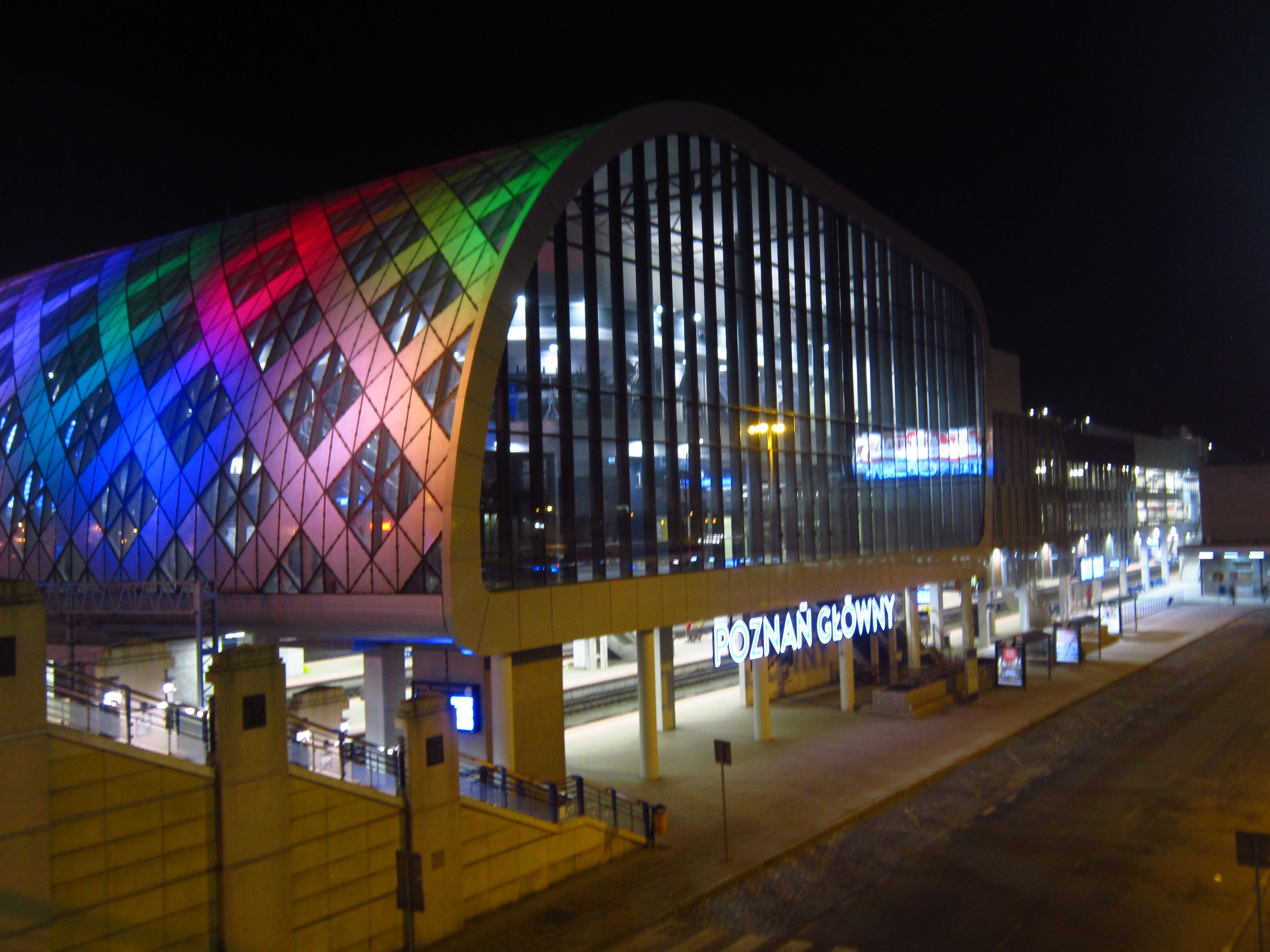
Головний залізничний вокзал

2009 року залізнична компанія PKP S.A підписала інвестиційну угоду з угорським розробником «Trigranit Development Corporation». Контракт відкрив шлях для будівництва інтегрованого центру зв'язку у Познані на загальну суму 160 млн євро. Будівництво включало: покриття нової будівлі залізничного вокзалу, автостоянки на 1500 автомобілів, автовокзалу та торговельного центру. Вокзал мав бути пов’язаний з Познанським міжнародним ярмарком та швидкісним трамваєм, який зараз зупиняється на тодішній платформі № 7 станції. Будівництво нового об'єкту було пов'язане з організацією проведення Чемпіонату Європи з футболу 2012 у Познані.

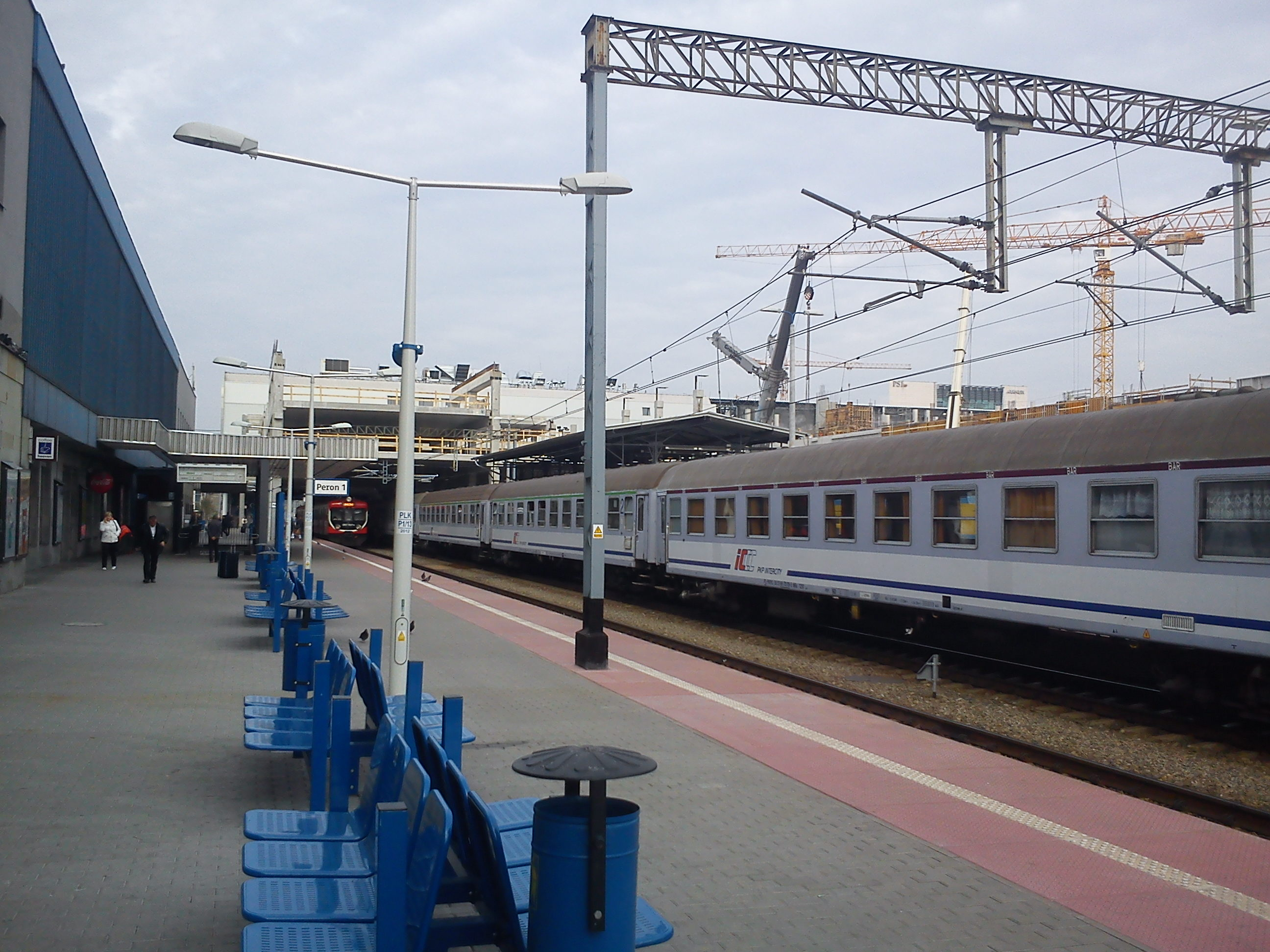
Станція Познань-Головний

Реконструйована станція була офіційно відкрита 29 травня 2012 року президентом Польщі Броніславом Коморовським. Будівля має площу 7000 м² і розташований над коліями та платформами № 1, 2, 3 (паралельно Двірцевому мосту).
Поруч із новою будівлею був побудований торговий центр «Poznań City Center», який у листопаді 2016 року змінив свою назву на «Avenida», що по-іспанськи означає проспект.
Будівля вокзалу зазнала багато критики як з боку пасажирів, так і фахівців, в тому числі через хаотичне розташування головного залу, невелику кількість кас, а також значну відстань від деяких платформ (наприклад, для досягнення платформи № 4А потрібно пройти близько 400 м дорогою, яка не дуже інтуїтивно зрозуміла для пасажирів з інших міст, що ведуть через принаймні дві інші платформи).
Спочатку критика стосувалася також недостатнього зв'язку станції з трамвайною зупинкою за 100 метрів від головного виходу. До 2015 року єдина дорога, яка вела через торговельний центр, вимагала використання сходів або ліфта тричі та була в рази довшою.
У лютому 2019 року залізнична компанія PKP Polskie Linie Kolejowe підписала контракт із «Colas Rail» на будівництво додаткової платформи та подовження підземного переходу до зупинки швидкісного трамвая.

### Літній залізничний вокзал

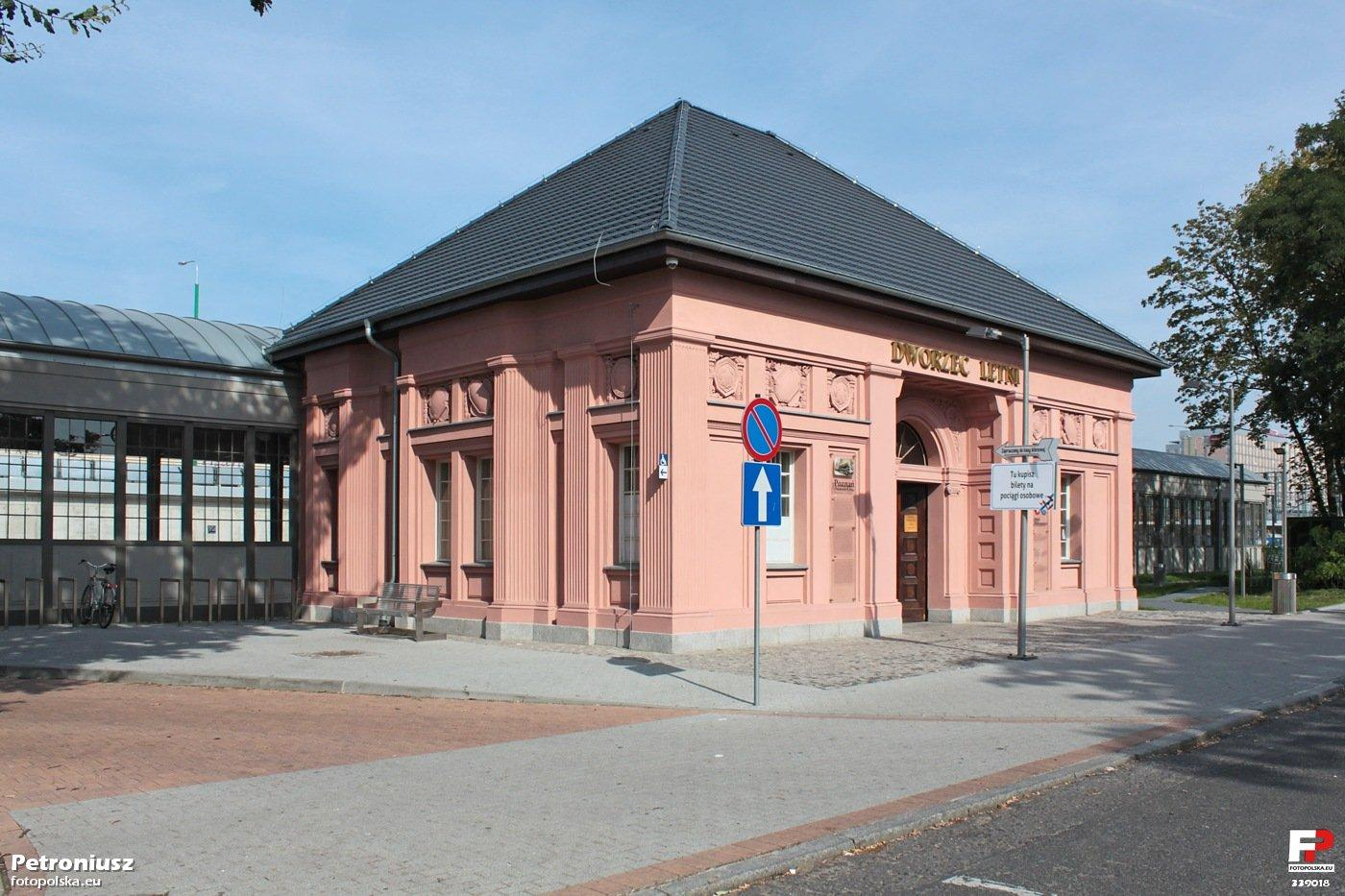
Літня залізнична станція, якою користується Koleje Wielkopolskie (платформа 4Б)

Імператорський залізничний вокзал — історична будівля, яка побудована 1902 року (згодом розширена павільйоном та відкритим залом з циліндричним дахом) як приватна, розкішна залізнична станція, зведена спеціально для німецького імператора Вільгельма II. Він був побудований праворуч від під’їзної вулиці до тодішньої будівлі головного вокзалу на Двірцевій вулиці. Нині платформа № 4Б розташована поруч з нею.
26 грудня 1918 року на Імператорський залізничний вокзал прибув видатний польський діяч Ігнацій Ян Падеревський, звідки розпочався його візит до Познані, що призвело до спалаху Великопольського повстання 1918—1919 років.
Під час Другої Польської республіки станція все ще виконувала представницькі цілі, нею користувались, серед іншого, глава держави Юзеф Пілсудський та президент Польщі Станіслав Войцеховський.

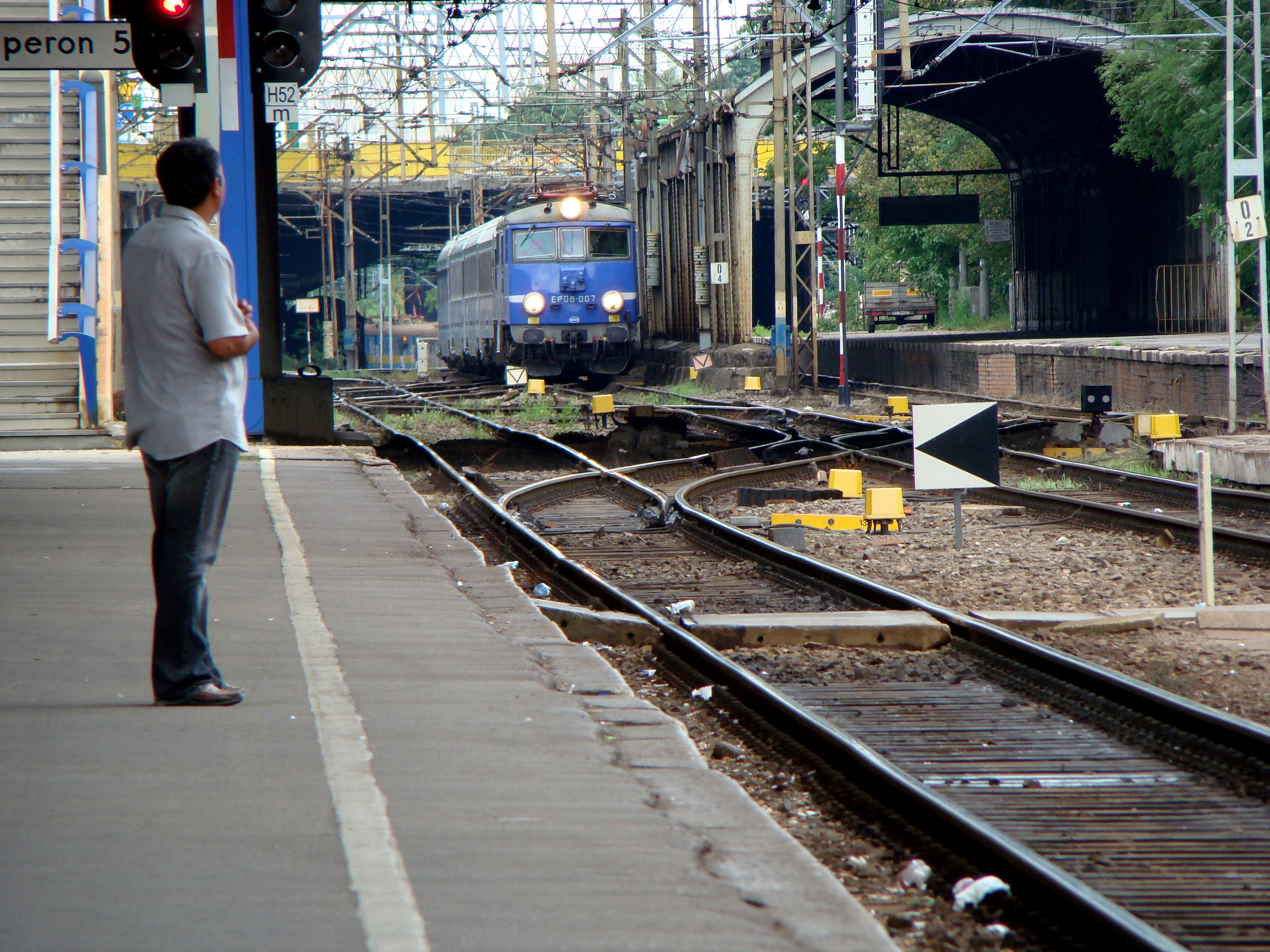
Вхід до головного залізничного вокзалу. Поїзд з локомотивом EP08-007 (Pafawag 102E) проїжджає автостоянку Літньої станції до її ремонту у 2010-2011 роках

1996 року на Літній станції Філіп Байон зняв сцени для фільму «Познань 56», який розповідає історію Познанського повстання 1956 року через призму головних героїв. Також показані долі п'яти професорів (Владислава Ковальського, Данієла Ольбрицького, Януша Гайоша, Яна Новицького та Єжи Радзивіловича), яких ув'язнили у фургоні, коментуючи тим самим ситуацію у місті.
Нині у будівлі розташовані каси Великопольської залізниці. Великопольська залізниця не має власного рухомого складу Перевізник використовує рухомий склад, що належить Велькопольському воєводству.

### Західний вокзал

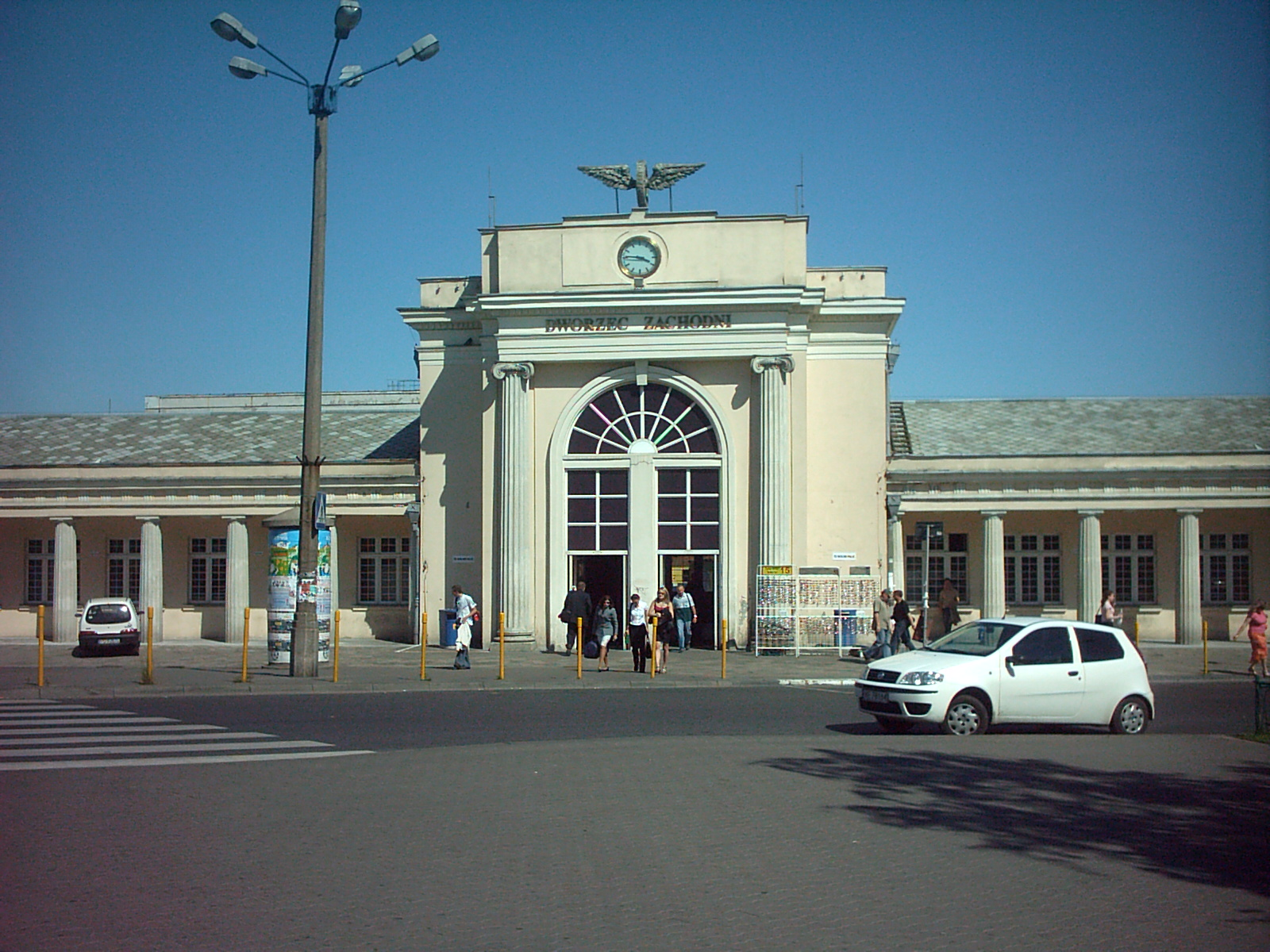
Західний залізничний вокзал

1904 року на виході з тунелю, що з'єднує платформи з боку вулиці Głogowska, неподалік колишнього залізничного вокзалу Марчійського пол. Dworzec Marchijski, було побудовано невеличку будівлю під назвою пол. Dworzec Łazarski. Він був зруйнований у 1927 році, і на його місці, у зв'язку з підготовкою до загальнонаціональної виставки, теперішній об'єкт був побудований за проєктом Владислава Чарнецького. У 1978 році станцію було оголошено історичною пам'яткою. Реконструйований впродовж 1992—1996 років. Остання реконструкція із незначною модернізацією інтер’єру відбулася у 2007–2011 роках. Інтер'єр вокзалу нагадує копію Дарницького приміського вокзалу у Києві.

### Стара будівля вокзалу
Дизайн старої будівлі вокзалу був розроблений у 1870 році,  а його реалізація тривала з 1874 року по 16 листопада 1879 роки. Оздоблювальні роботи тривали до 1906 року. Він був побудований на осі широкої під'їзної вулиці (нині вулиця Двірцева) від залізничного капоньє (нині — вулиця Рондо Капоньєра). Він складався з північного переднього крила з центрально розташованим залом та групою крил, що примикали з півдня, що згруповані у два внутрішні двори. Фасади були покриті цеглою з червоного шпону.
Будівля є типовою для проміжної станції — вона розташована в центрі по відношенню до колій з платформами, що знаходяться уздовж східного (в порядку від будівлі вокзалу, платформи № 1 від 1А до 2, 2А та 3) та західного фасаду будівля (в порядку платформ № 4 від 4А і 4Б до  5, 6 та 7). Він сполучається з платформами підземним переходом.
Реконструкція станції була проведена у 1929 році до Загальної національної виставки. Під час німецької окупації у 1939–1945 роках із стратегічних міркувань був побудований південний об’їзд залізничної станції Познань-Головний (пол. Górczyn-Dębiec-Starołęka-Franowo-Swarzędz).

Старовинні світлини під час німецько-фашистської окупації
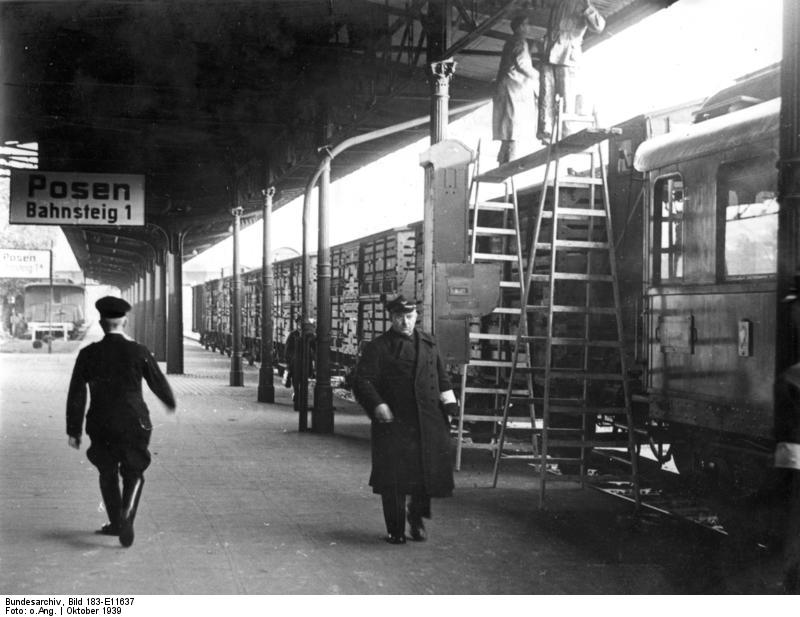
Платформа № 1 (жовтень 1939 року)
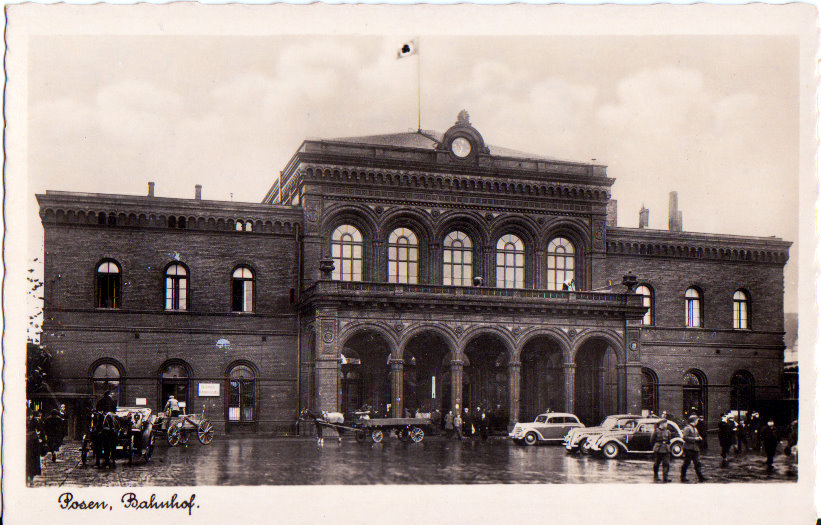
Головний вокзал Познані (листівка 1940-х рр., видавець: Kunsthandlung des Ostens L.Denecke, Posen)

На той час вздовж вулиці Двірцевої, 9 квітня 1944 року, союзники бомбардували станцію, в результаті загинуло 47 поляків та 35 цивільних німців (втрати серед співробітників військової служби не розголошувалися). Черговий вибух відбувся 29 травня 1944 року під час Познаньської битви.
Після закінчення Другої світової війни станція була відбудована у 1946—1949 роках. Фасад будівлі найбільш трансформувався і набув класицистичних рис.
Чергова реконструкція відбулась впродовж 1961—1976 років, внаслідок чого будівля набула модерністських рис.
25 листопада 2006 року у залі залізничного вокзалу Ришард Капусцінський відкрив пам’ятну дошку, яка присвячена подорожньому Казімежу Новака, який подорожував 40 000 км пішки та на велосипеді по Африці.
Стара будівля вокзалу була закрита для продажу квитків 25 жовтня 2013 року, у день відкриття торговельного центру «Poznań City Center» на новому вокзалі станції Познань-Головний.

## Цікаві факти
- У 1945—1950 роках станція Познань-Головний була найважливішим стратегічним важливим пунктом перезавантаження репатріантів зі східних прикордонних територій, що прямували на захід. Через розташування залізничного вузла станція Познань-Головний була центральним етапом під час повоєнних міграцій польського народу зі сходу на відновлені території, а також важливим пунктом експедиції німців, переміщених з Польщі. Польські репатріанти протягом багатьох днів утримувались тут у дуже поганих життєвих умовах, навіть описаних як образливі для елементарних вимог догляду. За період з 29 лютого 1945 по 31 грудня 1946 роки сюди було прийнято 109 618 вагонів для переселення, які привезли зі сходу 1 198 648 осіб та 336 070 худоби. Тут також діяв пункт проживання для повернених із заходу, які прибували як залізничним транспортом, так і спеціальними автотранспортами, а згодом для українців, які переїхали в рамках «операції Вісла».
- 15 листопада 1986 року продаж квитків на платформі старого вокзалу була припинена. Над територією навколо станції площею в кілька десятків гектарів, що називається вільними коліями, з початку 1990-х років існувала суперечка між Польськими державними залізницями, владами міста Познань та воєводства. Після досягнення згоди у цій галузі розпочато впровадження Інтегрованого комунікаційного центру.
- З 17 квітня 1996 по липень 2012 року про рух поїздів оголошувала комп’ютерна система під назвою «Френк». Це була перша система такого типу, що застосовувалася у Польщі, який озвучував Павел Бінковський, актор Театру Нови. У 2012 році його замінив синтезатор мови Ivona.

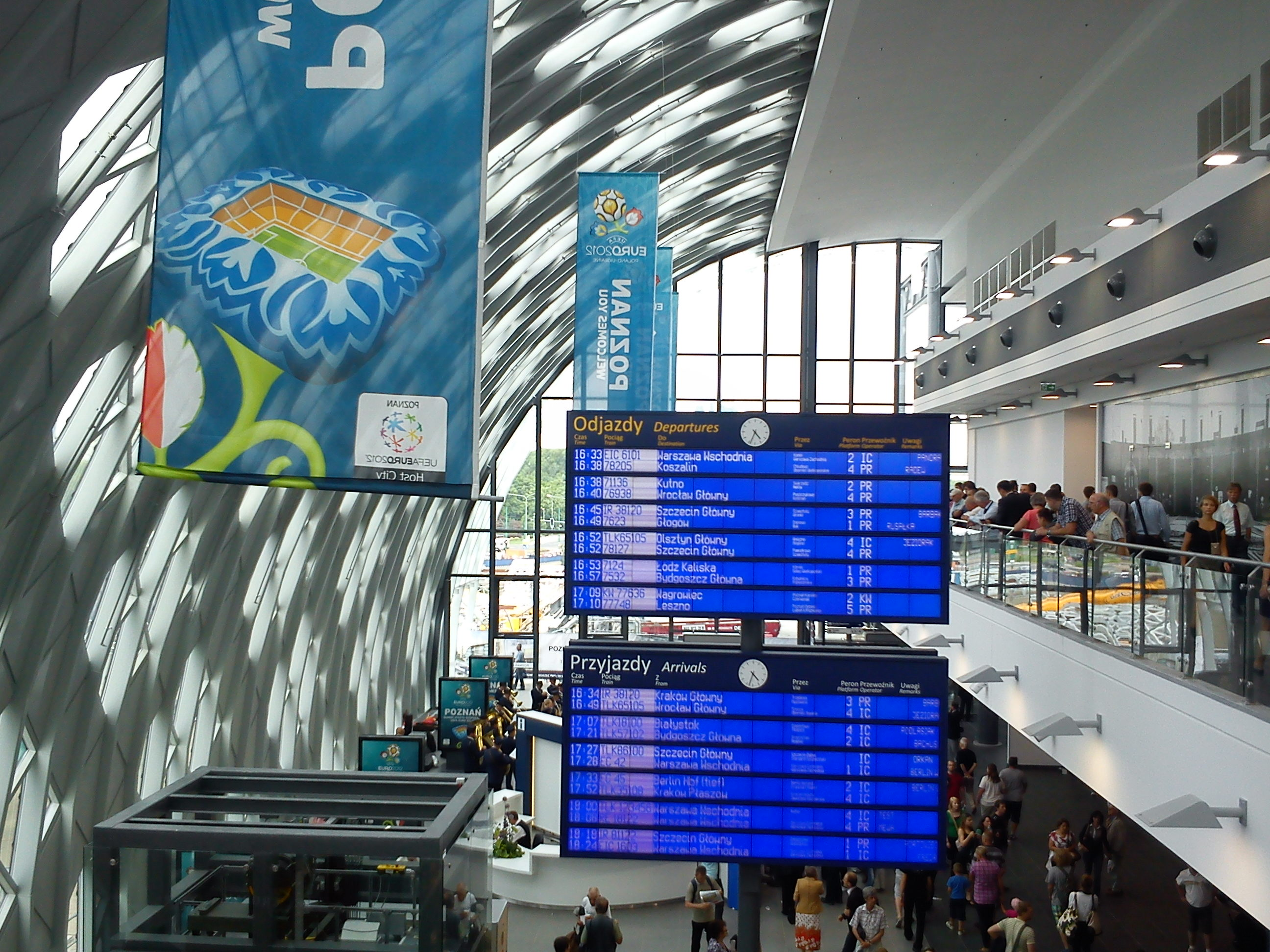
Інтер'єр вокзалу під час Євро-2012

- До 2014 року на платформі № 4А можна було зустріти паровоз, який здійснював регулярні пасажирські перевезення до Вольштина. Також тут почали курсувати епізодичні паровози, такі як: «Гефест», «Уєфа-Експрес», «Новорічний експрес», «Червоний Каптук» та «Роберт Кох» (експлуатує компанія Великопольська залізниця (пол. Koleje Wielkopolskie)), одна з компаній, яка зацікавлена у будівництві нової станції, дозволила Сантьяго Калатраві спроєктувати її у 2007 році, що в кінцевому підсумку не вдалося здійснити. Станція разом із галереєю отримала титул «Makabryła 2013».
- З 10 по 13 грудня 2016 року відбувся масштабний збій комп'ютерної системи, що відповідала за управління рухом поїздів, в результаті чого сприяло створенню приблизно 333 годин затримок поїздів.

## Познанський кінний трамвай
Перша лінія Познаньського кінного трамвая (№ 1) з 1880 року прямувала до станції вулицею Двірцевою. Спочатку трамвайні кінцеві колії пролягали безпосередньо біля аркад вокзалу, що дозволяло безпосередньо здійснити посадку у вагони поїздів. Так тривало до 1900 року, коли керівництво залізниці вимагало перевлаштування колій. Після того, як їх перемістили від аркад, ближче до центру привокзальної площі (близько 60 м), в 1900 році було побудовано дерев'яний трамвайний зал чекання, і він пропрацював до ліквідації лінії на вулиці Двірцевій.

## Пасажирське сполучення
Станція Познань-Головний обслуговує міжміські та міжнародні пасажирські поїзди перевізників PKP Intercity, Przewozy Regionalne, а також деякі з регіональних поїздів, що експлуатує Великопольська залізниця.
До вокзалу станції Познань-Головний курсує громадський міський транспорт:
- автобуси № 151, 159, 168, 171, 905
- нічні автобусні маршрути № 234, 235, 236, 239, 240, 242, 243, 246
- трамваї № T2 (заміна автобуса для трамвая №2), 3, 5, 6, 8, 10, 11, 12, 14, 18.

## Галерея

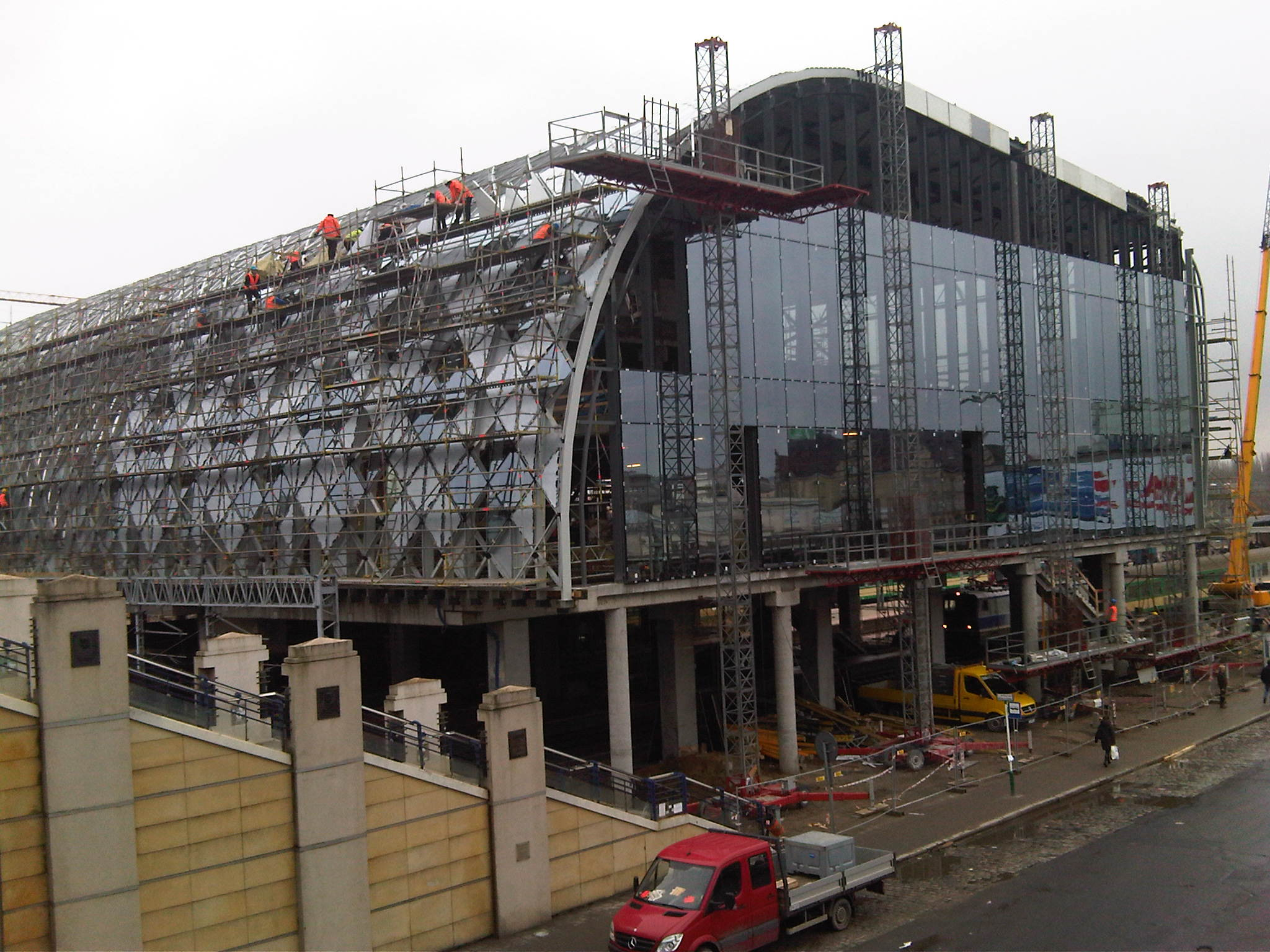
Будівництво нової будівлі станції Познань-Головний (2012)
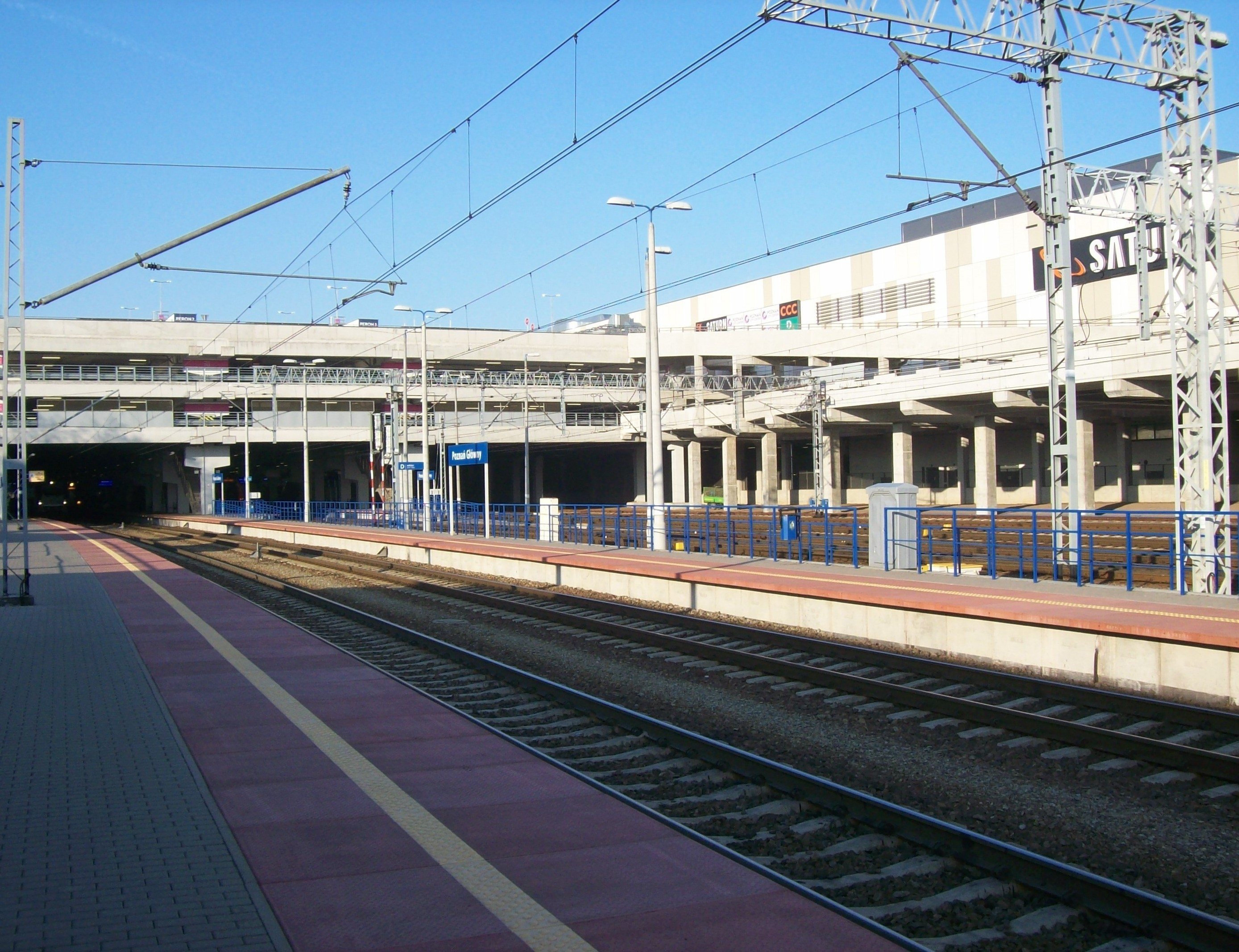
Платформи № 1—3 (ліва сторона старої будівлі)
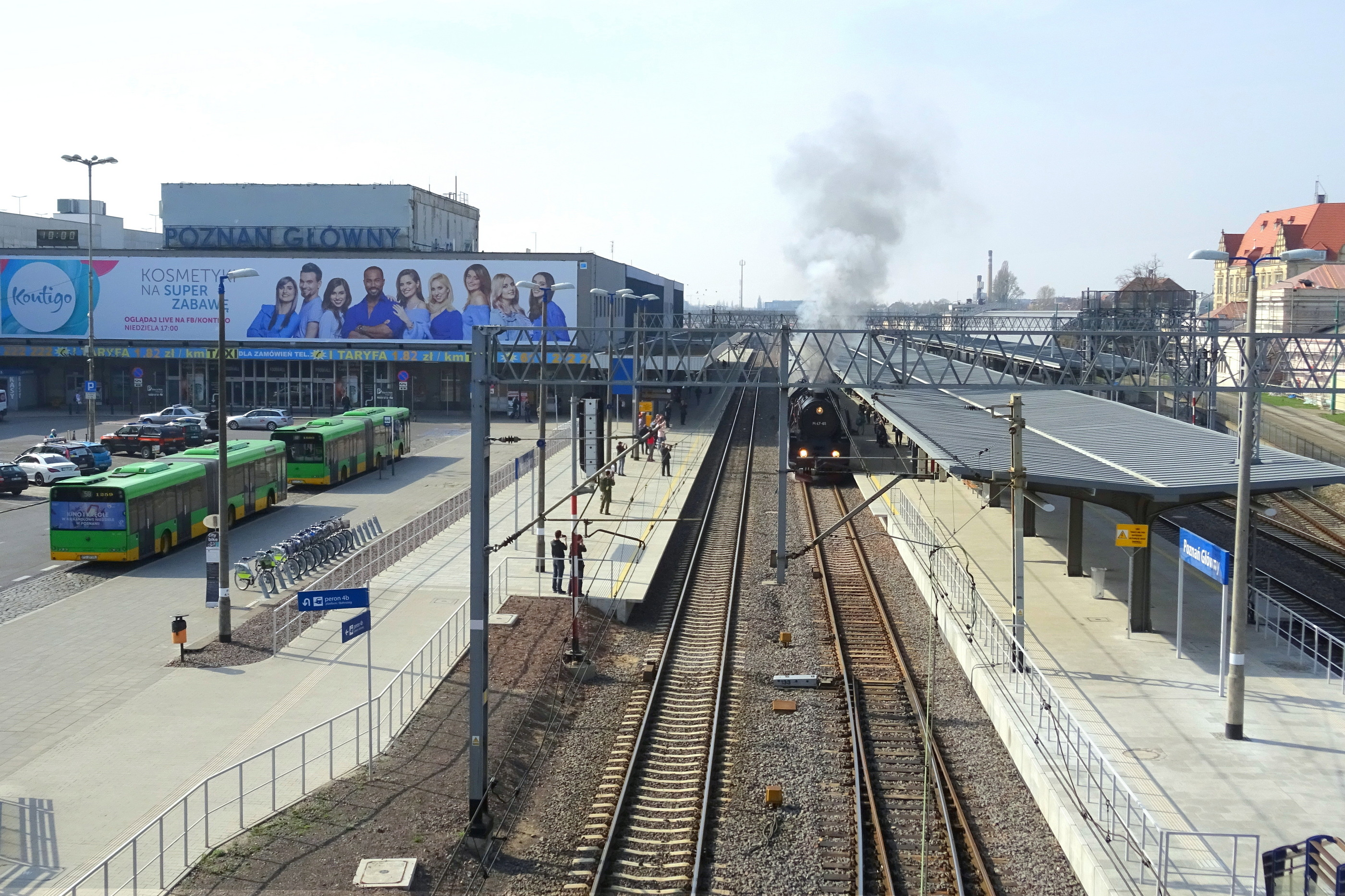
Паровоз Pt47 (депо Вольштин) на платформі № 5 (праворуч — платформи № 4, 4А, 5 та 6)
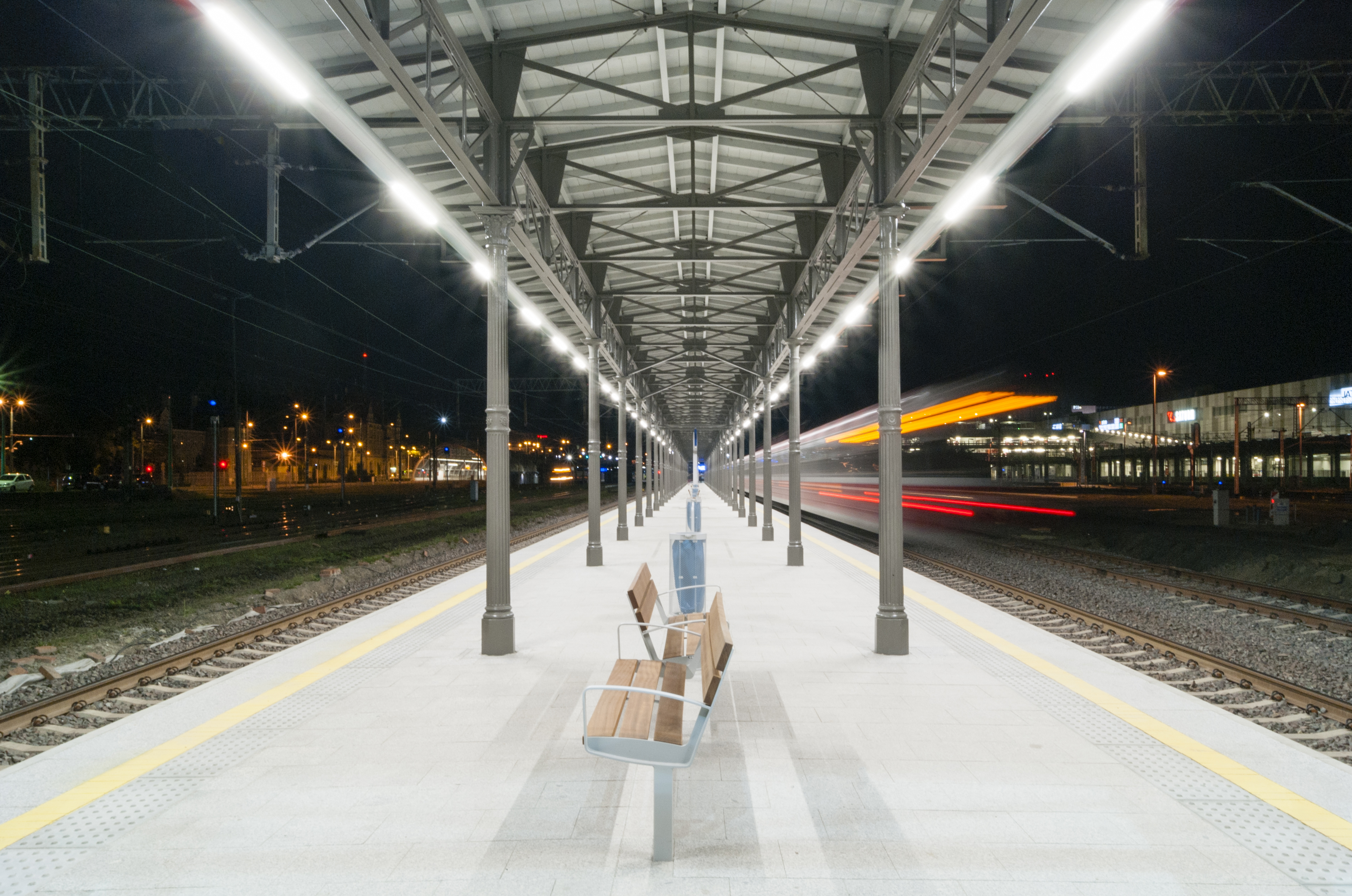
Платформа № 4А
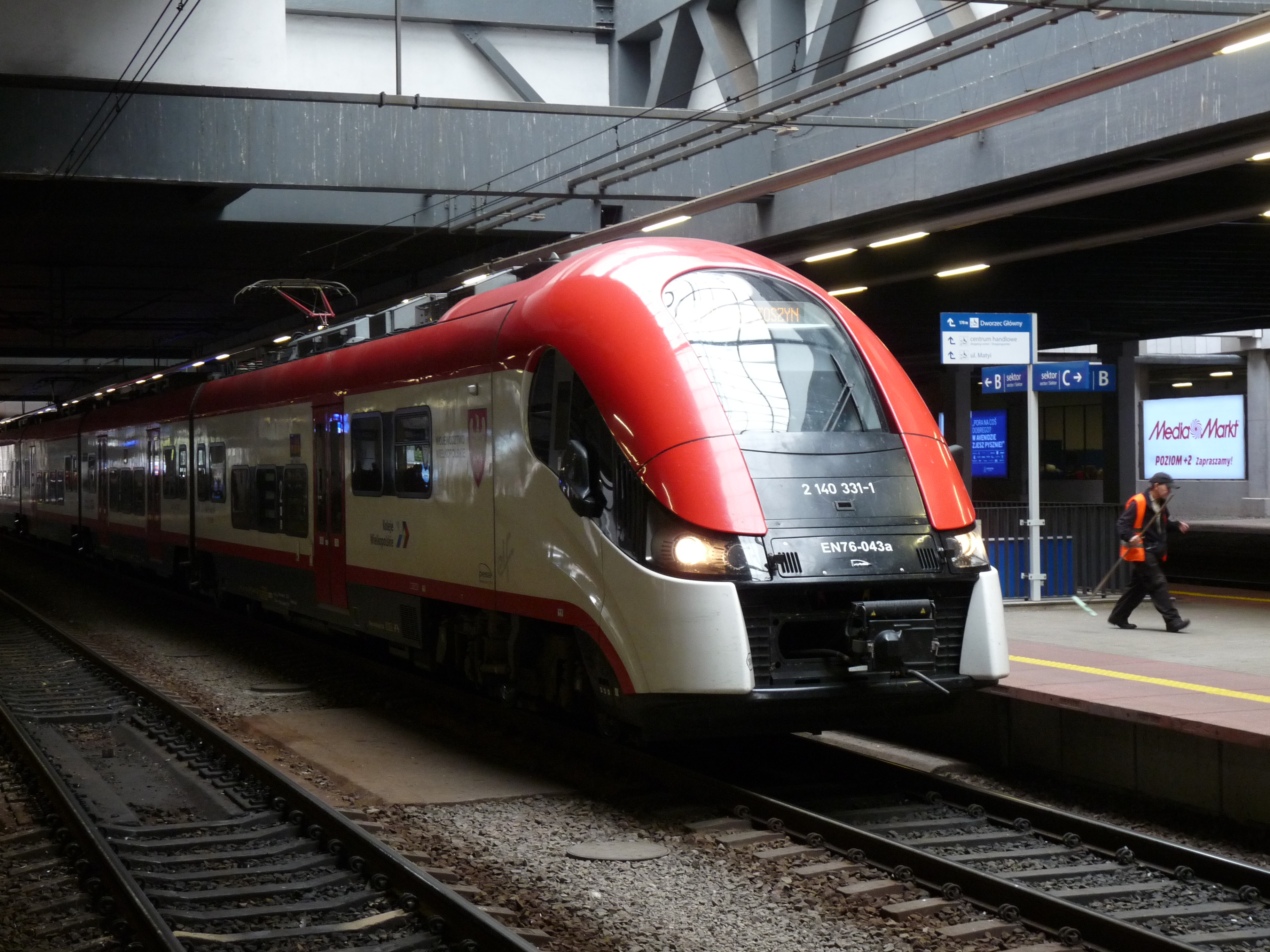
Поїзд PKP Intercity
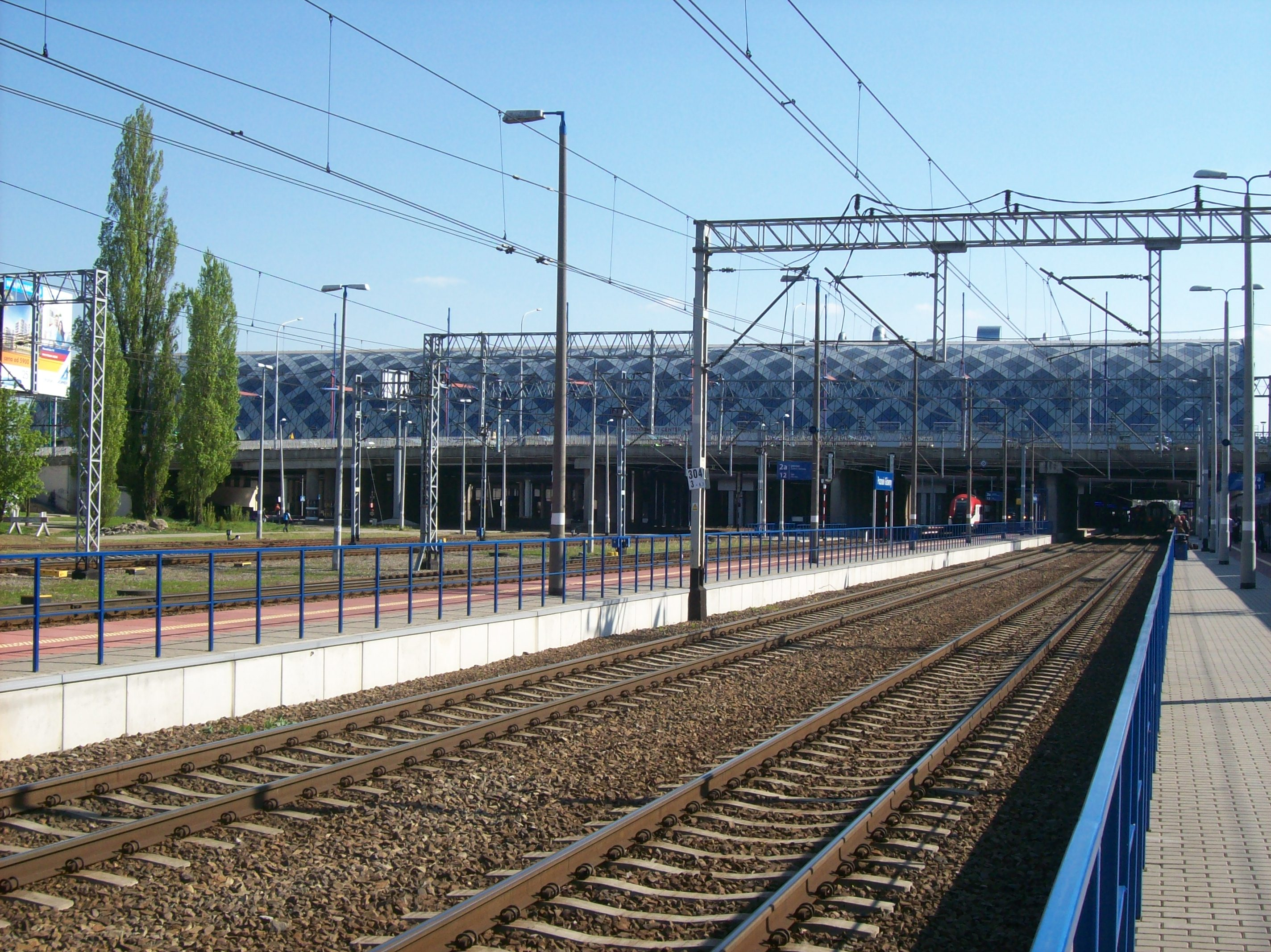
Вигляд з платформ
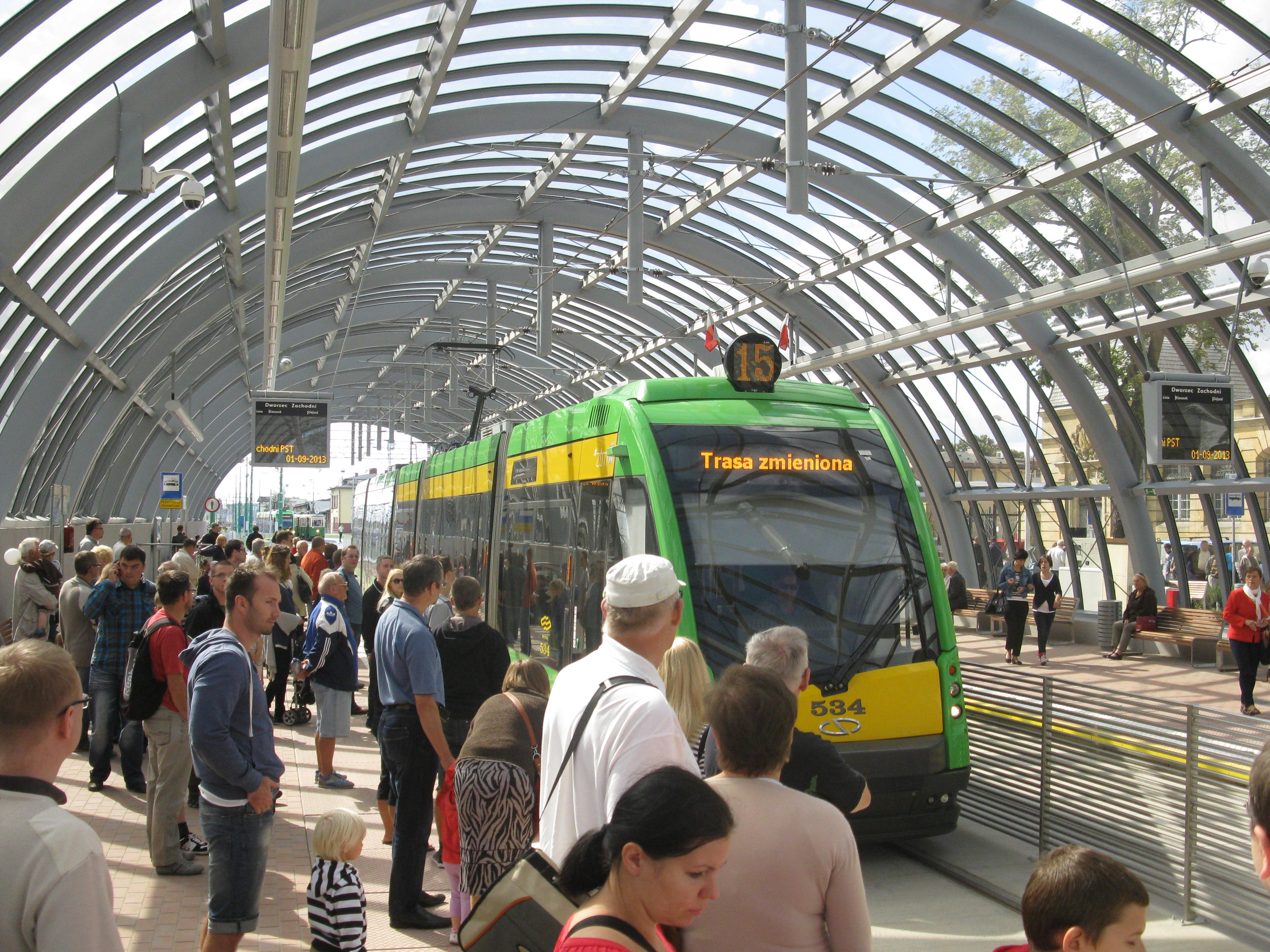
Відкриття трамвайного руху біля Західного вокзалу (2013)
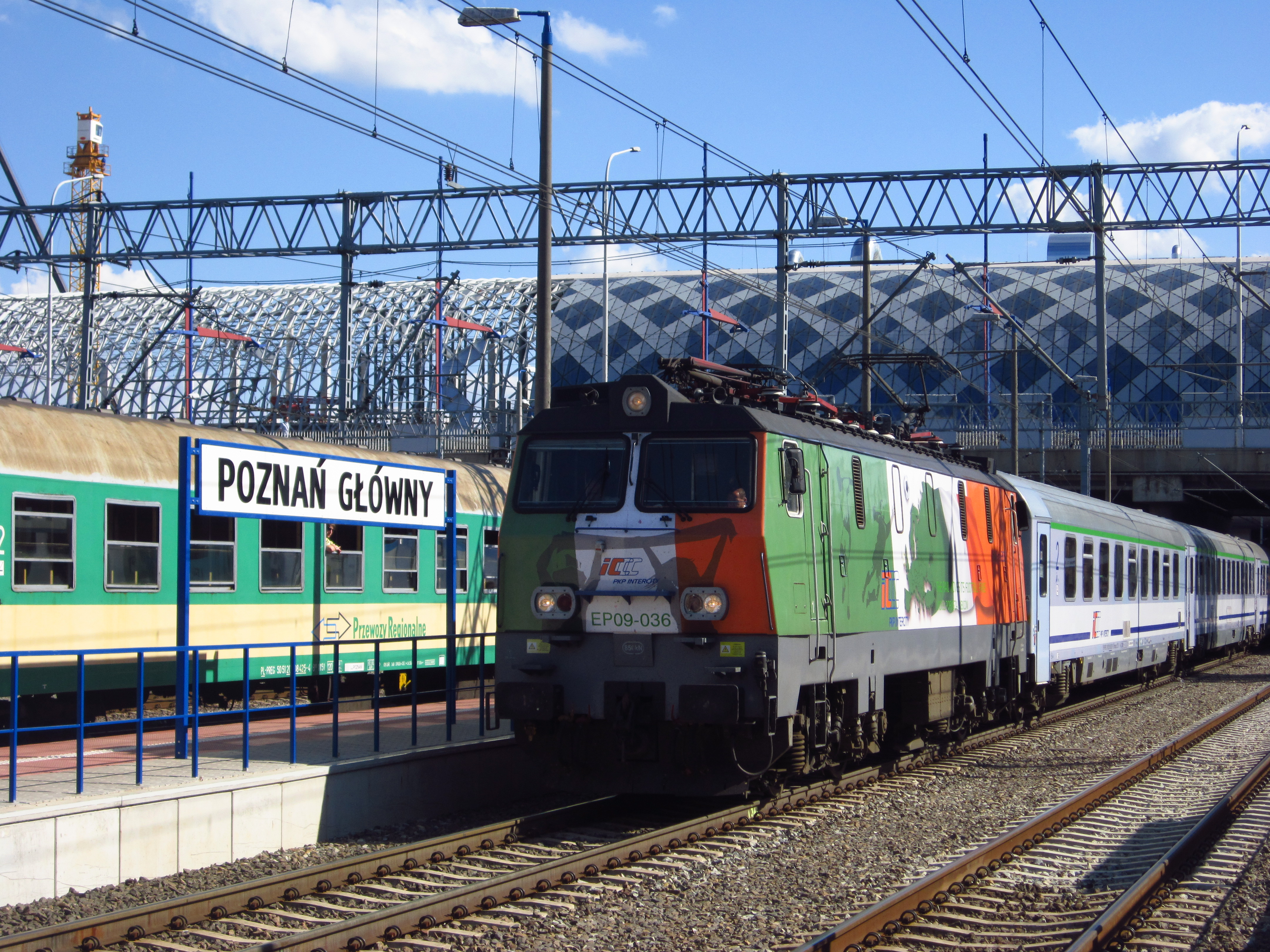
Електровоз EP09-036 з пасажирським поїздом